# (38276) 1999 RH49
1999 RH49 (asteroide 38276) é um asteroide da cintura principal. Possui uma excentricidade de 0.03118740 e uma inclinação de 22.41442º.
Este asteroide foi descoberto no dia 7 de setembro de 1999 por LINEAR em Socorro.